# Mark Tornillo
Mark Tornillo (nascido em 8 de junho de 1954 em Brielle, New Jersey) é um cantor americano de heavy metal. Atualmente integra a banda Accept, com a qual gravou três discos até o momento Também é membro fundador do grupo  TT Quick.

## Discografia
Accept
- 2010 – The Abyss (EP)
- 2010 – Blood of the Nations
- 2012 – Stalingrad: Brothers in Death
- 2014 – Blind Rage
- 2017 - The Rise Of Chaos

TT Quick
- 1984 – TT Quick (EP)
- 1985 – Demo (Demo)
- 1986 – Metal of Honor
- 1989 – Sloppy Seconds
- 1992 – Thrown Together (Live album)
- 2000 – Ink